# Anarchists Against the Wall

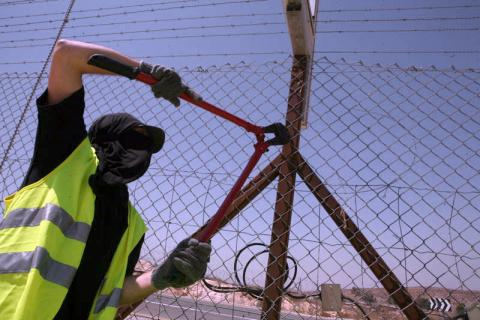
Vernieling van een grenshek in 2007 door een activist van Anarchists Against the Wall.

Anarchists Against the Wall (AAtW) (Hebreeuws: אנרכיסטים נגד הגדר; Nederlands: Anarchisten tegen de muur) is een Israëlische beweging van anarchisten en anti-autoritairen die zich verzetten tegen de bouw van de Israëlische Westoeverbarrière en Israëlische Gazastrookbarrière, waarbij Palestijns grondgebied wordt geconfisqueerd voor de bouw van Israëlische nederzettingen. Ze worden soms ook Anarchisten Tegen Hekken of Joden Tegen Getto's genoemd. Ze nemen samen met de plaatselijke Palestijnse bevolking deel aan geweldloze betogingen, zoals in Bil'in. Ze protesteren onder andere via burgerlijke ongehoorzaamheid en directe actie.